# 歌川国信
歌川 国信（うたがわ くにのぶ、生没年不詳）とは、江戸時代の浮世絵師、戯作者。

## 来歴
歌川豊国の門人。本姓は金子、名は弥四郎（または惣四郎）。歌川の画姓を称し一陽斎、一礼斎、陽岳舎、堰埭楼と号す。戯作も手がけ戯作名を志満山人（しまさんじん）と称した。幕臣で小人目付の身分だったと伝わり、湯島三組町に住む。作画期は文化11年（1814年）から天保の頃にかけてで、合巻の挿絵と作を手がける。門人に歌川信房、歌川信一、歌川清一、歌川信清、歌川信貞、歌川信与喜、歌川信秀がいる。

## 作品
- 『女見台錦輦』三巻　※山東京山作、国信挿絵。文化11年刊行
- 『女曾我兄弟鏡』三巻　※文化13年刊行。自画作
- 『竹春駒引心綱』前後編二巻　※文化14年刊行。自画作
- 『魁対の盃』一巻　※文化14年刊行。自画作
- 『竹春駒心引綱』前後編二巻　※文化14年刊行。自画作
- 『浜真砂黒白論』前編三巻・後編二巻　※文政5年（1822年）刊行。自画作
- 『海中箱入恩着』上下二巻　※文政7年刊行。関亭伝笑作、国信挿絵
- 『桜月浮世雛形』前編三巻・後編三巻　※文政9年（1826年）刊行。自画作
- 『玉屋新兵衛桶臥』上下二巻　※文政12年刊行。自画作
- 『時雨傘菊の井小七』六巻　※天保3年（1832年）刊行。自画作
- 『熊王昔物語』一冊　※刊行年不明。自画作
- 「案内吉原双六」　※森屋治兵衛版、自画作